# Rolls-Royce Phantom III
Rolls-Royce Phantom III är en personbil, tillverkad av den brittiska biltillverkaren Rolls-Royce mellan 1936 och 1939.
1936 presenterade Rolls-Royce en till stora delar nykonstruerad toppmodell. Trettiotalets lyxbilskunder efterfrågade mångcylindriga motorer och Rolls-Royce drog nytta av sin erfarenhet av flygmotorer när man konstruerade en V12:a, byggd i aluminium. Motorn hade toppventiler, styrda av en centralt placerad kamaxel mellan motorblocken. Cylinderdiametern var 82,5 mm och slaglängden 114,3 mm, vilket ger en cylindervolym på 7340 cm³. Motorn gav först 165 hk, men effekten ökade under produktionstiden till 180 hk.
Phantom III var den första Rolls-Royce som försågs med individuell framvagnsupphängning. Tidiga bilar hade fyrväxlad växellåda med högsta växeln som direktväxel, men från 1938 kom en ny låda med fyran som överväxel.